# Mando Europeo de Estados Unidos
El Mando Europeo de los Estados Unidos (United States European Command (USEUCOM) o EUCOM) es el mando unificado de las fuerzas estadounidenses desplegadas en Europa, acuartelado en Stuttgart (Alemania).
El comandante del EUCOM es el comandante supremo aliado en Europa (Supreme Allied Commander Europe, SACEUR) acuartelado en el Cuartel General Supremo de las Potencias Aliadas en Europa (Supreme Headquarters Allied Powers in Europe, SHAPE), que también desempeña la función de comandante del Mando Aliado de Operaciones de la OTAN.

## Historia

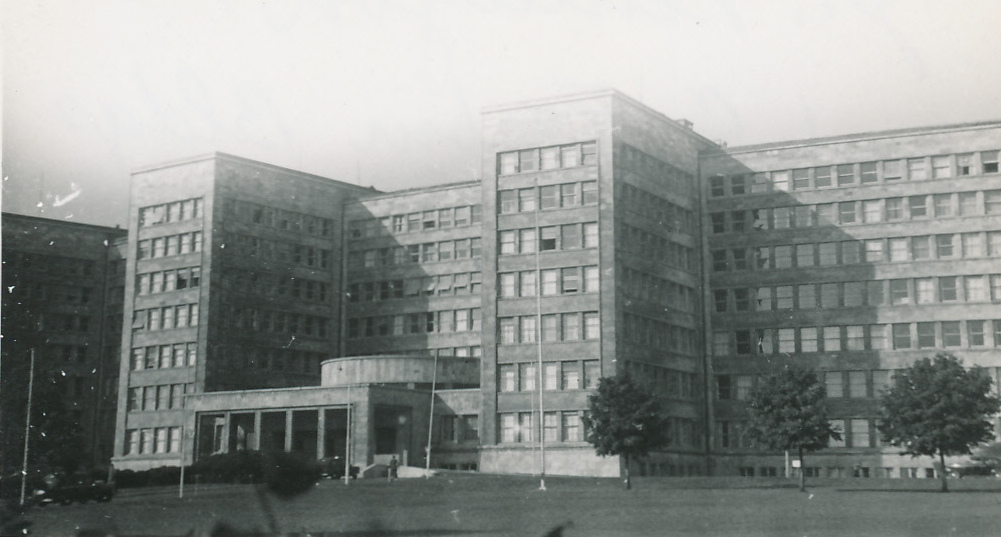
Sede del EUCOM en el edificio IG Farben, Fráncfort del Meno, 1952.

Desde el fin de la Segunda Guerra Mundial en Europa se han mantenido en Alemania las más grandes bases estadounidenses fuera de Norteamérica. Más de 16 millones de soldados estadounidenses prestaron su servicio militar en ciudades alemanas como Sembach, Ramstein, Schweinfurt o Wiesbaden.
Hasta fines de los años 1980 había 189 000 miembros del personal militar estadounidense en Alemania, pero su número se ha reducido sensiblemente desde el fin de la Guerra Fría.
En Ramstein se encuentra la mayor base aérea militar estadounidense fuera de Estados Unidos, y Grafenwöhr es el mayor centro de adiestramiento militar de Estados Unidos en Europa.
Los sucesos del 11 de septiembre de 2001 cambiaron los intereses estratégicos de Estados Unidos. Como consecuencia, las tropas estadounidenses se retiraron de Fráncfort del Meno.
Al 2004, 72 000 de los alrededor de 100 000 soldados estadounidenses en Europa prestan su servicio militar en Alemania y 2500 soldados alemanes participan desde 2003 en la defensa de las bases estadounidenses. A estos militares los acompañan 94 000 familiares.
Únicamente soldados —ubicados en el marco de la OTAN— permanecen en la República Federal Alemana, además de 150 de las cerca de 400 armas atómicas que Estados Unidos posee en Europa.
En agosto de 2004, el presidente estadounidense George W. Bush anunció un retiro de tropas, incluyendo la 1.ª División Acorazada estacionada en Wiesbaden y la 1.ª División de Infantería concentrada en Wurzburgo. Sin embargo el mando general de las fuerzas armadas de Estados Unidos en Europa permanecerá en Stuttgart.

## Estructura
Los principales mandos que componen el EUCOM son los siguientes Ejército de los Estados Unidos en Europa, Fuerza Naval de los Estados Unidos en Europa/Sexta Flota de los Estados Unidos, Fuerzas Aéreas de los Estados Unidos en Europa, Cuerpo de Marines de los Estados Unidos en Europa.
Ejército de los Estados Unidos en Europa (antiguo Séptimo Ejército), tiene su base en Alemania. Controla dos brigadas, una brigada de aviación y varias unidades de apoyo, al tiempo que presta apoyo a otras unidades del Ejército en Europa. Anteriormente tenía dos divisiones, aunque durante casi toda la Guerra Fría controló dos cuerpos de dos divisiones cada uno. El V Cuerpo fue desactivada en 2013 a su regreso de Afganistán. El VII Cuerpo fue desactivada en 1992 tras regresar a Alemania después de la Guerra del Golfo.
La Sexta Flota proporciona buques al Mando de la Fuerza Conjunta de la OTAN en Nápoles para la Operación Esfuerzo Activo, que disuade de las amenazas a la navegación en el Estrecho de Gibraltar y el resto del Mediterráneo.  Joint Task Force Aztec Silence, una fuerza de operaciones especiales establecida bajo el mando del Comandante de la Sexta Flota, ha participado en la lucha contra la Operación Libertad Duradera - Trans Sahara. También desempeña una función cada vez más importante en las costas de África Occidental y Oriental, bajo la dirección del Mando de África de los Estados Unidos. Anteriormente tenía una importante función de presencia en el Mediterráneo frente a la 5.ª Escuadra Operativa de la Marina soviética (Escuadra Mediterránea, de tamaño efectivo de flota), y durante la mayor parte de la Guerra Fría fue la fuerza de ataque marítimo más poderosa a lo largo del flanco sur de la OTAN.

### Componentes del servicio
- Ejército de los Estados Unidos en Europa (USAREUR) (Lucius D. Clay Kaserne, Wiesbaden, Alemania):
- Fuerzas Navales de los Estados Unidos en Europa (NAVEUR) (Nápoles, Italia):
  - Séptima Flota de los Estados Unidos (Nápoles, Italia).
  - Región Naval Europa (Nápoles, Italia).
- Fuerzas Aéreas de los Estados Unidos en Europa (USAFE) (Base Aérea de Ramstein, Alemania):
  - Tercera Fuerza Aérea (3ª AF) (Base Aérea de Ramstein, Alemania):
    - 31ª Ala de Caza (31º FW) (Base Aérea de Aviano, Italia).
    - 48ª Ala de Caza (48º FW) (Base Aérea de RAF Lakenheath, Reino Unido)
    - 52ª Ala de Caza (52º FW) (Base Aérea de Spangdahlem, Tréveris, Alemania).
    - 86ª Ala de Transporte Aéreo (86º AW) (Base Aérea de Ramstein, Alemania.
    - 100ª Ala de Reabastecimiento Aéreo (100º ARW) (RAF Mildenhall, Reino Unido).
    - 435ª Ala Expedicionaria Aérea (435 AEW) (Base Aérea de Ramstein, Alemania).
    - 435ª Ala de Operaciones Aéreas en Tierra (Base Aérea de Ramstein, Alemania).
    - 501ª Ala de Apoyo al Combate (RAF Alconbury, Reino Unido).
    - 39ª Ala de la Base Aérea (39 ABW) (Base aérea de Incirlik, Turquía)
    - Ala de Transporte Aéreo Pesado (HAW) (Base aérea de Pápa, Hungría).
- Fuerzas del Cuerpo de Marines de los Estados Unidos en Europa (MARFOREUR) (Panzer Kaserne, Böblingen, Alemania).

### Mandos unificados subordinados
- Mando de Operaciones Especiales en Europa (SOCEUR) - (Panzer Karsene, Böblingen, Germany).

## Curiosidades
Elvis Presley y Colin Powell prestaron su servicio militar en Alemania.